# Río Medvezhka (Solonovka)
El río Medvezhka (del ruso: Медвежка) es un río del óblast de Tiumén, en Rusia. Es un afluente por la derecha del Solonovka, que lo es del río Vagái, que lo es del río Irtish, y éste a su vez del río Obi, a cuya cuenca hidrográfica pertenece.

## Geografía
Su curso tiene una longitud de 17 km. Nace a 124 m sobre el nivel del mar 3 km al nordeste de Malínovka y se dirige al norte hasta Medvezhka (Golyshmánovo), donde gira hacia el noroeste y pasa por Medvezhka (Omutínskoye) y Savínova antes de desembocar a 100 m de altura en Solonovka en el río Solonovka, a 15 km de su desembocadura en el Vagái en Shabánovo.